# Yukio Gōtō
Yukio Gōtō (後藤 靱雄 Gōtō Yukio?) fue un futbolista japonés que se desempeñaba como defensa.
Goto jugó 4 veces para la selección de fútbol de Japón entre 1930 y 1934. Goto fue elegido para integrar la selección nacional de Japón para los Juegos del Lejano Oriente de 1930 y 1934.

## Trayectoria

### Clubes
| Club          | País  | Año  |
| ------------- | ----- | ---- |
| Kwangaku Club | Japón | ???? |

### Selección nacional
| Selección | País  | Año         |
| --------- | ----- | ----------- |
| Absoluta  | Japón | 1930 - 1934 |

## Estadística de equipo nacional
| Selección de Japón | Selección de Japón | Selección de Japón |
| Año                | Part.              | Goles              |
| ------------------ | ------------------ | ------------------ |
| 1930               | 2                  | 0                  |
| 1931               | 0                  | 0                  |
| 1932               | 0                  | 0                  |
| 1933               | 0                  | 0                  |
| 1934               | 2                  | 0                  |
| Total              | 4                  | 0                  |

## Palmarés

### Títulos nacionales
| Título             | Club          | País  | Año  |
| ------------------ | ------------- | ----- | ---- |
| Copa del Emperador | Kwangaku Club | Japón | 1929 |
| Copa del Emperador | Kwangaku Club | Japón | 1930 |